# Michele Marieschi
Michele Marieschi (Venezia, 1º dicembre 1710 – Venezia, 18 gennaio 1744, 1743 more veneto) è stato un pittore, incisore e scenografo italiano, che ha dipinto principalmente vedute di Venezia.

## Biografia

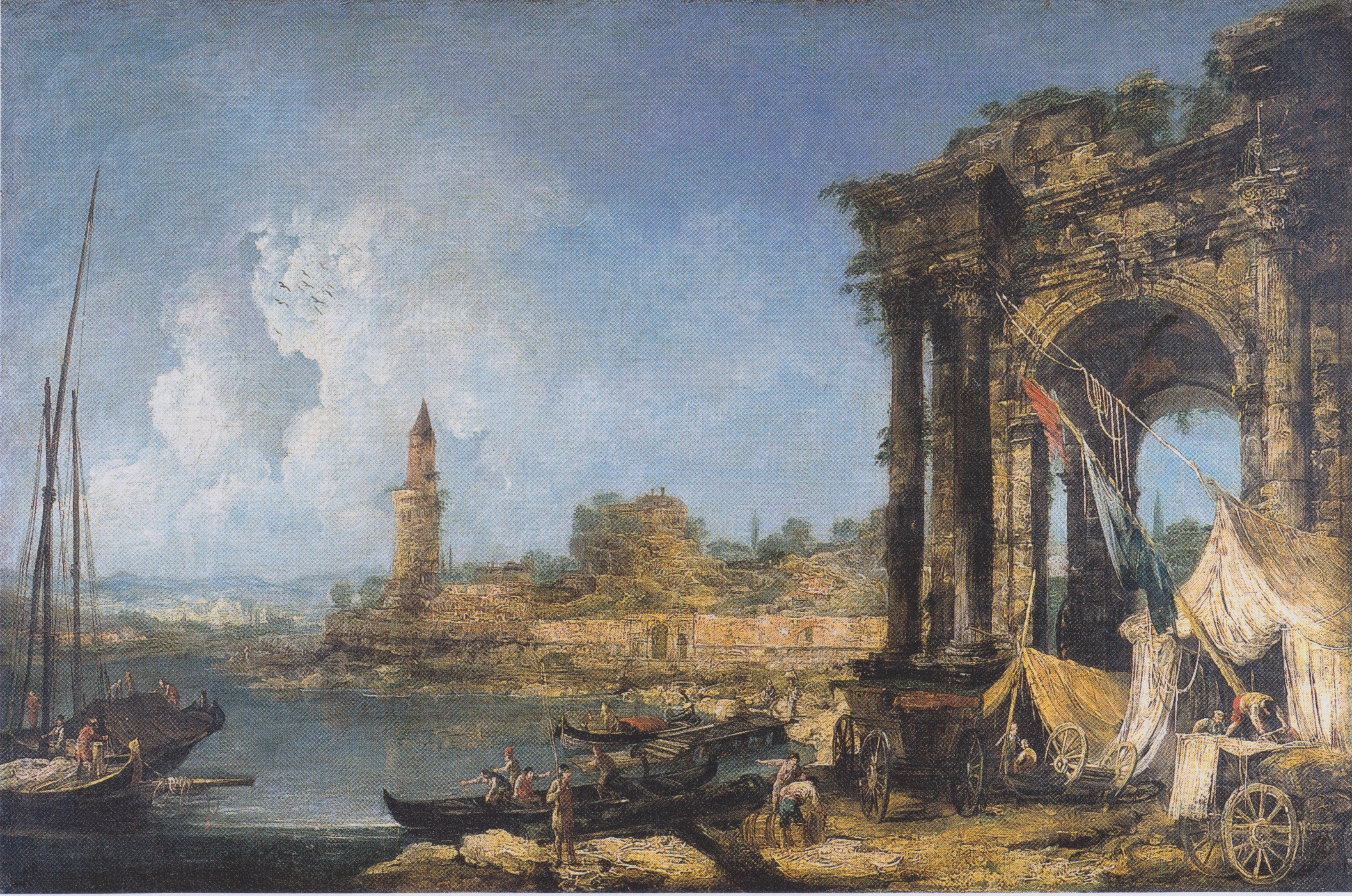
Capriccio, Lipsia, Museum der bildenden Künste

Meno noto del contemporaneo Canaletto e di Francesco Guardi, era figlio di un incisore. Si crede che prima del 1735 vivesse in Germania.

Tra il 1735 e il 1741 fu iscritto alla "Fraglia de' Pittori". Inizialmente dipinse capricci, in seguito paesaggi realistici. Uno dei suoi mecenati fu il noto collezionista Johann Matthias von der Schulenburg, che acquistò almeno due tele, per 50 e 55 monete d'oro rispettivamente.
 
Marieschi ha pubblicato un set di incisioni all'acquaforte di Venezia, intitolato Magnificentiores Selectioresque Urbis Venetiarum Prospectus, che rappresenta la sua unica opera di attribuzione certa.

## Bibliografia

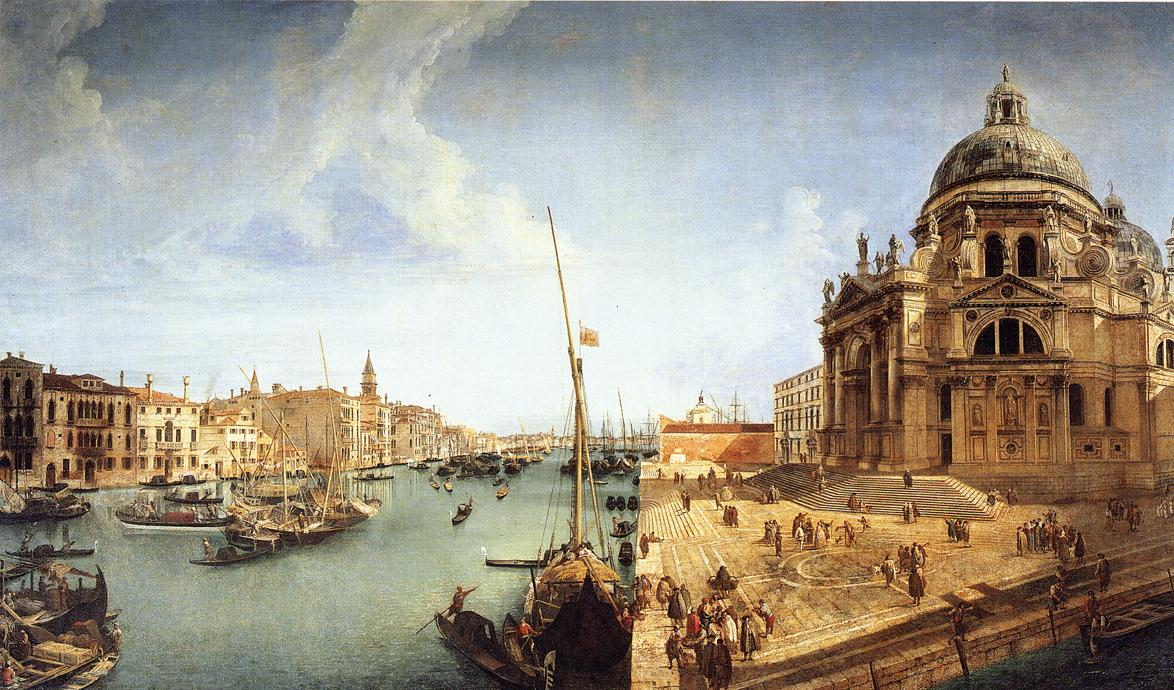
Canal Grande alla Salute, Parigi, Louvre